# I'll Be on My Way
I'll Be On My Way è un brano del duo compositivo Lennon-McCartney. È stato pubblicato sia dai Beatles che dai Billy J. Kramer and the Dakotas.

## Il brano
Il brano è stato giudicato nel 1980 come un brano giovanile di McCartney da John Lennon. Quest'ultimo però canta da solista, per cui potrebbe aver dato un forte contributo. È melodicamente simile a Words of Love di Buddy Holly, mentre il testo, che parla di qualcuno che sa di essere alla fine di una relazione sentimentale, ma che ugualmente resta sereno, è simile ad I'll Follow the Sun.
I Beatles, che saltuariamente interpretavano la canzone, la registrarono il 4 aprile 1963 negli studi della BBC; il nastro, prodotto da Bryant Marriott, venne trasmesso per la prima volta il 24 giugno dello stesso anno. La registrazione è stata inclusa nell'album Live at the BBC; essendo l'unico inedito Lennon-McCartney dell'album era molto atteso dai fans.
Il brano venne ceduto alla band Billy J. Kramer and the Dakotas, destino che anche I Call Your Name e Bad to Me hanno ricevuto. Questa versione, registrata agli Abbey Road Studios con alla produzione George Martin, venne pubblicata come singolo, con Do You Want to Know a Secret, un altro brano dei Beatles, sul lato B, e raggiunse la seconda posizioni nelle classifiche, stando dietro al singolo From Me to You/Thank You Girl.

## Formazione
- John Lennon: voce, chitarra ritmica acustica
- Paul McCartney: seconda voce, basso elettrico
- George Harrison: chitarra solista
- Ringo Starr: batteria[1]